# Marcel Gazelle
Pour les articles homonymes, voir Gazelle (homonymie).
Marcel Gazelle, né à Gand en 1907, où il est mort en 1969, est un pianiste gantois.

## Biographe
Marcel Gazelle étudie le piano au conservatoire de Gand où il suit l'enseignement de Marcel Ciampi.
Il est professeur de piano dans ce même conservatoire et fait sa carrière comme accompagnateur du violoniste américain Yehudi Menuhin. Il dispense un enseignement au fils de ce dernier, Jeremy Menuhin, ainsi qu'à, notamment, Philippe Herreweghe et François Glorieux.
En septembre 1963, Gazelle devient le premier directeur musical de l'École Yehudi Menuhin pour enfants doués à Stoke d'Abernon (en), dans le Suffolk en Angleterre.